# Kamp-Lintfort
Kamp-Lintfort település Németországban, azon belül Észak-Rajna-Vesztfália tartományban. Lakosainak száma 38 731 fő (2023. december 31.). Kamp-Lintfort Neukirchen-Vluyn és Moers községekkel határos.

## Népesség
A település népességének változása:
| Lakosok száma | 38 639 | 37 118 | 37 346 | 37 391 | 37 847 | 38 665 | 38 731 |
|               | 1975   | 2014   | 2017   | 2019   | 2021   | 2022   | 2023   |